# Panamerikamesterskabet i håndbold 2015 (kvinder)
Panamerikamesterskabet i håndbold for kvinder 2015 var det 13. panamerikamesterskab for kvinder gennem tiden, og turneringen med deltagelse af tolv hold blev afviklet i Havana, Cuba i perioden 21. - 28. maj 2015. Cuba var vært for mesterskabet for første gang.
Mesterskabet blev vundet af Brasilien, som vandt 26-22 over værtslandet Cuba i finalen, og som dermed blev panamerikamester for tredje gang i træk og niende gang i alt. Bronzemedaljerne gik til Argentina, der besejrede Puerto Rico i bronzekampen. Grønland deltog i mesterskabet for første gang siden 2000 og endte på sjettepladsen.
Ud over titlen som panamerikamester spillede holdene også om tre pladser ved VM i håndbold 2015 i Danmark samt én plads i den interkontinentale kvalifikationsturnering til slutrunden. Brasilien var som forsvarende verdensmester allerede kvalificeret til VM-slutrunden, så de tre direkte kvalifikationspladser gik i nr. 2 til 4, Cuba, Argentina og Puerto Rico, mens pladsen i den interkontinentale kvalifikation gik til nr. 5, Uruguay.

## Slutrunde

### Hold
Slutrunden har deltagelse af tolv hold:
- Fem hold fra Nordamerika og Caribien - de fem bedste hold fra NorCa-mesterskabet 2015, der blev spillet i Puerto Rico i perioden 30. marts - 5. april 2015:[1][2]
  - Cuba
  - Mexico
  - USA
  - Grønland
  - Puerto Rico
- Et hold fra Mellemamerika - vinderen af Centralamerikamesterskabet 2014, der blev blev spillet i Tegucigalpa, Honduras i perioden 8. - 12. december 2014:[3][4]
  - Guatemala
- Seks hold fra Sydamerika:
  - Brasilien
  - Argentina
  - Uruguay
  - Paraguay
  - Venezuela
  - Chile

### Indledende runde
De told hold blev inddelt i to grupper ved en lodtrækning, der blev foretaget den 25. april 2015 i Buenos Aires, Argentina. Hver gruppe spillede en enkeltturnering alle-mod-alle, og de to bedste hold i hver gruppe gik videre til semifinalerne. Holdene på tredje- og fjerdepladserne spillede videre i placeringskampene om 5.- til 8.-pladsen, mens de sidste fire hold måtte tage til takke med at spille om 9.- til 12.-pladsen.

#### Gruppe A
| Dato    | Kl.   | Kamp                    | Res.  | Pause |
| ------- | ----- | ----------------------- | ----- | ----- |
| 21. maj | 9:00  | Venezuela – Puerto Rico | 25–25 | 10-13 |
| 21. maj | 11:00 | Paraguay – Grønland     | 25–18 | 19-10 |
| 21. maj | 13:00 | Brasilien – USA         | 28–14 | 12-91 |
| 22. maj | 9:00  | Grønland – Venezuela    | 26–26 | 13-10 |
| 22. maj | 11:00 | USA – Paraguay          | 24–25 | 12-11 |
| 22. maj | 15:00 | Puerto Rico – Brasilien | 15–35 | 17-16 |
| 23. maj | 9:00  | Brasilien – Grønland    | 32–12 | 18-61 |
| 23. maj | 11:00 | Paraguay – Venezuela    | 31–26 | 14-10 |
| 23. maj | 13:00 | USA – Puerto Rico       | 20–23 | 8-9   |
| 24. maj | 9:00  | Paraguay – Puerto Rico  | 29–33 | 14-13 |
| 24. maj | 11:00 | Grønland – USA          | 28–22 | 14-14 |
| 24. maj | 15:00 | Venezuela – Brasilien   | 16–33 | 18-16 |
| 25. maj | 9:00  | Puerto Rico – Grønland  | 27–26 | 11-13 |
| 25. maj | 11:00 | Venezuela – USA         | 20–22 | 10-81 |
| 25. maj | 13:00 | Brasilien – Paraguay    | 28–22 | 14-12 |

| Hold        | Kampe | Mål     | Point |
| ----------- | ----- | ------- | ----- |
| Brasilien   | 5     | 156-791 | 10    |
| Puerto Rico | 5     | 123-135 | 7     |
| Paraguay    | 5     | 132-129 | 6     |
| Grønland    | 5     | 110-132 | 3     |
| USA         | 5     | 102-124 | 2     |
| Venezuela   | 5     | 113-137 | 2     |

#### Gruppe B
| Dato    | Kl.   | Kamp                  | Res.  | Pause |
| ------- | ----- | --------------------- | ----- | ----- |
| 21. maj | 15:00 | Uruguay – Chile       | 29–27 | 13-13 |
| 21. maj | 18:30 | Argentina – Cuba      | 23–24 | 10-15 |
| 21. maj | 20:30 | Mexico – Guatemala    | 35–15 | 17-61 |
| 22. maj | 13:00 | Mexico – Chile        | 30–24 | 15-11 |
| 22. maj | 17:00 | Cuba – Uruguay        | 44–19 | 18-10 |
| 22. maj | 19:00 | Argentina – Guatemala | 48–60 | 24-30 |
| 23. maj | 15:00 | Argentina – Chile     | 31–20 | 16-81 |
| 23. maj | 17:00 | Uruguay – Mexico      | 37–37 | 20-16 |
| 23. maj | 19:00 | Cuba – Guatemala      | 47–12 | 22-60 |
| 24. maj | 13:00 | Mexico – Argentina    | 23–36 | 08-20 |
| 24. maj | 17:00 | Chile – Cuba          | 26–40 | 14-22 |
| 24. maj | 19:00 | Uruguay – Guatemala   | 42–14 | 19-61 |
| 25. maj | 15:00 | Argentina – Uruguay   | 34–15 | 15-70 |
| 25. maj | 17:00 | Guatemala – Chile     | 19–36 |       |
| 25. maj | 19:00 | Mexico – Cuba         | 20–37 |       |

| Hold      | Kampe | Mål     | Point |
| --------- | ----- | ------- | ----- |
| Cuba      | 5     | 192-100 | 10    |
| Argentina | 5     | 172-881 | 8     |
| Mexico    | 5     | 145-149 | 5     |
| Uruguay   | 5     | 142-156 | 5     |
| Chile     | 5     | 133-149 | 2     |
| Guatemala | 5     | 066-208 | 0     |

### Semifinaler og finaler
| Dato        | Kl.         | Kamp                    | Res.        | Pause       |
| Semifinaler | Semifinaler | Semifinaler             | Semifinaler | Semifinaler |
| ----------- | ----------- | ----------------------- | ----------- | ----------- |
| 27. maj     | 15:00       | Brasilien – Argentina   | 26–15       | 16-51       |
| 27. maj     | 19:00       | Cuba – Puerto Rico      | 32–26       | 19-13       |
| Bronzekamp  |             |                         |             |             |
| 28. maj     | 15:00       | Argentina – Puerto Rico | 33–16       | 14-81       |
| Finale      |             |                         |             |             |
| 28. maj     | 19:00       | Brasilien – Cuba        | 26–22       | 13-11       |

| Plac.  | Hold        |
| ------ | ----------- |
| Guld   | Brasilien   |
| Sølv   | Cuba        |
| Bronze | Argentina   |
| 4.     | Puerto Rico |

### Placeringskampe om 5.- til 8.-pladsen
| Dato               | Kl.         | Kamp               | Res.        | Pause       |
| Semifinaler        | Semifinaler | Semifinaler        | Semifinaler | Semifinaler |
| ------------------ | ----------- | ------------------ | ----------- | ----------- |
| 27. maj            | 13:00       | Paraguay – Uruguay | 23–28       | 12-13       |
| 27. maj            | 17:00       | Mexico – Grønland  | 17–19       | 8-9         |
| Kamp om 7.-pladsen |             |                    |             |             |
| 28. maj            | 13:00       | Paraguay – Mexico  | 30–24       | 15-12       |
| Kamp om 5.-pladsen |             |                    |             |             |
| 28. maj            | 17:00       | Uruguay – Grønland | 27–21       | 11-12       |

| Plac. | Hold     |
| ----- | -------- |
| 5.    | Uruguay  |
| 6.    | Grønland |
| 7.    | Paraguay |
| 8.    | Mexico   |

### Placeringskampe om 9.- til 12.-pladsen
| Dato                | Kl.         | Kamp                  | Res.        | Pause       |
| Semifinaler         | Semifinaler | Semifinaler           | Semifinaler | Semifinaler |
| ------------------- | ----------- | --------------------- | ----------- | ----------- |
| 27. maj             | 9:00        | USA – Guatemala       | 37–16       | 18-91       |
| 27. maj             | 11:00       | Chile – Venezuela     | 35–28       | 14-15       |
| Kamp om 11.-pladsen |             |                       |             |             |
| 28. maj             | 9:00        | Guatemala – Venezuela | 19–32       | 18-13       |
| Kamp om 9.-pladsen  |             |                       |             |             |
| 28. maj             | 11:00       | USA – Chile           | 22–28       | 6-11        |

| Plac. | Hold      |
| ----- | --------- |
| 9.    | Chile     |
| 10.   | USA       |
| 11.   | Venezuela |
| 12.   | Guatemala |

### Samlet rangering
| Plac.  | Hold        |
| ------ | ----------- |
| Guld   | Brasilien   |
| Sølv   | Cuba        |
| Bronze | Argentina   |
| 4.     | Puerto Rico |
| 5.     | Uruguay     |
| 6.     | Grønland    |
| 7.     | Paraguay    |
| 8.     | Mexico      |
| 9.     | Chile       |
| 10.    | USA         |
| 11.    | Venezuela   |
| 12.    | Guatemala   |